# Henryk Dobosz
Henryk Dobosz (ur. 20 marca 1953 w Lublinie) – polski szachista, mistrz międzynarodowy od 1978 roku.

## Kariera szachowa
W latach 1976–1979 trzykrotnie wystąpił w finałach mistrzostw Polski (wszystkie turnieje w formule open). Najlepszy wynik uzyskał w 1976 r. w Bydgoszczy, zajmując IV miejsce. W tym samym roku reprezentował Polskę na rozegranych w Caracas drużynowych akademickich mistrzostwach świata.
W kolejnych latach wielokrotnie startował w międzynarodowych turniejach, głównie otwartych, w wielu z nich zajmując czołowe lokaty, m.in.:
- 1978 – Słupsk – II-V, Rzeszów – I
- 1981 – Praga – III-IV
- 1983 – Sopot – I-II
- 1985 – Kalisz (Mistrzostwa Polski w szachach błyskawicznych) – II
- 1988 – Bydgoszcz (Mistrzostwa Polski w szachach szybkich) – II
- 1995 – Biel (Credis open) – I
- 1997 – Götzis open – I-III, Lipsk open II-IV
- 1998 – Görlitz open – I
- 1999 – Görlitz open – II-IV
- 2002 – Freudenstadt – I
- 2003 – Triesen open – II-VII
- 2005 – Görlitz open – I-III
- 2006 – Buchen open – II

Najwyższy ranking w karierze osiągnął 1 lipca 2003 r., z wynikiem 2465 punktów zajmował wówczas 17. miejsce wśród polskich szachistów.